# World Touring Car Cup 2021
De World Touring Car Cup 2021 was het zeventiende seizoen van de World Touring Car Cup en het vierde seizoen onder deze naam na de samenvoeging tussen het World Touring Car Championship en de TCR International Series. Het seizoen bestaat uit zestien races, verdeeld over acht raceweekenden. Yann Ehrlacher, de regerend kampioen bij de coureurs, wist zijn titel succesvol te verdedigen.

## Teams en coureurs
- Coureurs die uitkomen in de juniorklasse zijn aangegeven met een J. Zij komen in aanmerking voor deze klasse als zij jonger dan 23 jaar waren.
- Coureurs die uitkomen in de Trophy-klasse zijn aangegeven met een T. Zij komen in aanmerking voor deze klasse wanneer zij geen financiële steun van een constructeur kregen en niet eerder kampioen zijn geworden in het WTCR of de voorganger WTCC.

| Team                                                            | Auto                         | Nr. | Coureur           | Rondes | Klasse |
| --------------------------------------------------------------- | ---------------------------- | --- | ----------------- | ------ | ------ |
| BRC Hyundai N Lukoil Squadra Corse                              | Hyundai Elantra N TCR        | 3   | Gabriele Tarquini | Alle   |        |
| BRC Hyundai N Lukoil Squadra Corse                              | Hyundai Elantra N TCR        | 5   | Norbert Michelisz | Alle   |        |
| Hyundai N Liqui Moly Racing Team Engstler                       | Hyundai Elantra N TCR        | 8   | Luca Engstler     | Alle   | J      |
| Hyundai N Liqui Moly Racing Team Engstler                       | Hyundai Elantra N TCR        | 69  | Jean Karl Vernay  | Alle   |        |
| ALL-INKL.DE Münnich Motorsport                                  | Honda Civic Type R TCR (FK8) | 9   | Attila Tassi      | Alle   |        |
| ALL-INKL.DE Münnich Motorsport                                  | Honda Civic Type R TCR (FK8) | 18  | Tiago Monteiro    | Alle   |        |
| ALL-INKL.COM Münnich Motorsport                                 | Honda Civic Type R TCR (FK8) | 29  | Néstor Girolami   | Alle   |        |
| ALL-INKL.COM Münnich Motorsport                                 | Honda Civic Type R TCR (FK8) | 86  | Esteban Guerrieri | Alle   |        |
| Cyan Performance Lynk & Co                                      | Lynk & Co 03 TCR             | 11  | Thed Björk        | Alle   |        |
| Cyan Performance Lynk & Co                                      | Lynk & Co 03 TCR             | 12  | Santiago Urrutia  | Alle   |        |
| Cyan Racing Lynk & Co                                           | Lynk & Co 03 TCR             | 68  | Yann Ehrlacher    | Alle   |        |
| Cyan Racing Lynk & Co                                           | Lynk & Co 03 TCR             | 100 | Yvan Muller       | Alle   |        |
| Audi Sport Team Comtoyou                                        | Audi RS 3 LMS TCR (2021)     | 16  | Gilles Magnus     | Alle   | J, T   |
| Audi Sport Team Comtoyou                                        | Audi RS 3 LMS TCR (2021)     | 22  | Frédéric Vervisch | Alle   |        |
| Audi Sport Team Comtoyou DHL                                    | Audi RS 3 LMS TCR (2021)     | 17  | Nathanaël Berthon | Alle   |        |
| Audi Sport Team Comtoyou DHL                                    | Audi RS 3 LMS TCR (2021)     | 32  | Tom Coronel       | Alle   | T      |
| Target SRL                                                      | Hyundai Elantra N TCR        | 19  | Andreas Bäckman   | 1-4    | T      |
| Target SRL                                                      | Hyundai Elantra N TCR        | 26  | Jessica Bäckman   | 1-4    | J, T   |
| Target SRL                                                      | Hyundai Elantra N TCR        | 82  | Nicola Baldan     | 7      | T      |
| Zengő Motorsport Drivers' Academy                               | CUPRA León Competición TCR   | 28  | Jordi Gené        | Alle   |        |
| Zengő Motorsport Drivers' Academy                               | CUPRA León Competición TCR   | 55  | Bence Boldizs     | Alle   | J, T   |
| Zengő Motorsport                                                | CUPRA León Competición TCR   | 79  | Robert Huff       | Alle   |        |
| Zengő Motorsport                                                | CUPRA León Competición TCR   | 96  | Mikel Azcona      | Alle   |        |
| Coureurs die niet in aanmerking komen voor kampioenschapspunten |                              |     |                   |        |        |
| Lada Sport Rosneft                                              | Lada Vesta Sport TCR         | 20  | Kirill Ladygin    | 8      |        |
| Lada Sport Rosneft                                              | Lada Vesta Sport TCR         | 30  | Mikhail Mityaev   | 8      |        |
| Target SRL                                                      | Hyundai Elantra N TCR        | 82  | Nicola Baldan     | 4      |        |
| Full In Race Academy                                            | CUPRA León Competición TCR   | 222 | Petr Fulín        | 5      |        |

## Kalender
De voorlopige World Touring Car Cup-kalender voor 2021 werd bekendgemaakt op 13 november 2020. Vanaf dit seizoen worden er nog maar twee in plaats van drie races per weekend gehouden, om kosten te besparen. Vanwege de coronapandemie werden op 22 januari 2021 een aantal wijzigingen doorgevoerd. Op 10 mei werd de ronde in Portugal verplaatst van het Circuito Internacional de Vila Real naar het Autódromo do Estoril. Op 16 juli werd de ronde op de Adria International Raceway uitgesteld vanwege langdurige werkzaamheden op het circuit.
| Ronde | Ronde | Circuit                     | Datum       | Poleposition      | Snelste ronde     | Winnaar           | Winnaar teams                             | Winnaar Junior | Winnaar Trophy |
| ----- | ----- | --------------------------- | ----------- | ----------------- | ----------------- | ----------------- | ----------------------------------------- | -------------- | -------------- |
| 1     | R1    | Nürburgring Nordschleife    | 4 juni      |                   | Mikel Azcona      | Tiago Monteiro    | ALL-INKL.DE Münnich Motorsport            | Gilles Magnus  | Tom Coronel    |
| 1     | R2    | Nürburgring Nordschleife    | 5 juni      | Néstor Girolami   | Jean Karl Vernay  | Jean Karl Vernay  | Hyundai N Liqui Moly Racing Team Engstler | Luca Engstler  | Gilles Magnus  |
| 2     | R3    | Autódromo do Estoril        | 26 juni     |                   | Yann Ehrlacher    | Yann Ehrlacher    | Cyan Racing Lynk & Co                     | Gilles Magnus  | Gilles Magnus  |
| 2     | R4    | Autódromo do Estoril        | 27 juni     | Esteban Guerrieri | Attila Tassi      | Attila Tassi      | ALL-INKL.DE Münnich Motorsport            | Gilles Magnus  | Gilles Magnus  |
| 3     | R5    | Motorland Aragón            | 10 juli     |                   | Gabriele Tarquini | Gabriele Tarquini | BRC Hyundai N Lukoil Squadra Corse        | Gilles Magnus  | Tom Coronel    |
| 3     | R6    | Motorland Aragón            | 11 juli     | Frédéric Vervisch | Frédéric Vervisch | Frédéric Vervisch | Audi Sport Team Comtoyou                  | Gilles Magnus  | Gilles Magnus  |
| 4     | R7    | Hungaroring                 | 21 augustus |                   | Frédéric Vervisch | Gilles Magnus     | Audi Sport Team Comtoyou                  | Gilles Magnus  | Gilles Magnus  |
| 4     | R8    | Hungaroring                 | 22 augustus | Robert Huff       | Frédéric Vervisch | Santiago Urrutia  | Cyan Performance Lynk & Co                | Gilles Magnus  | Gilles Magnus  |
| 5     | R9    | Autodrom Most               | 9 oktober   |                   | Néstor Girolami   | Néstor Girolami   | ALL-INKL.COM Münnich Motorsport           | Luca Engstler  | Tom Coronel    |
| 5     | R10   | Autodrom Most               | 10 oktober  | Mikel Azcona      | Mikel Azcona      | Norbert Michelisz | BRC Hyundai N Lukoil Squadra Corse        | Luca Engstler  | Gilles Magnus  |
| 6     | R11   | Circuit Pau-Arnos           | 16 oktober  |                   | Frédéric Vervisch | Frédéric Vervisch | Audi Sport Team Comtoyou                  | Luca Engstler  | Tom Coronel    |
| 6     | R12   | Circuit Pau-Arnos           | 17 oktober  | Yvan Muller       | Jean Karl Vernay  | Jean Karl Vernay  | Hyundai N Liqui Moly Racing Team Engstler | Luca Engstler  | Tom Coronel    |
| 7     | R13   | Adria International Raceway | 6 november  |                   | Tom Coronel       | Santiago Urrutia  | Cyan Performance Lynk & Co                | Gilles Magnus  | Tom Coronel    |
| 7     | R14   | Adria International Raceway | 7 november  | Yann Ehrlacher    | Frédéric Vervisch | Yann Ehrlacher    | Cyan Racing Lynk & Co                     | Gilles Magnus  | Gilles Magnus  |
| 8     | R15   | Sochi Autodrom              | 27 november | Gilles Magnus     | Robert Huff       | Mikel Azcona      | Zengő Motorsport                          | Gilles Magnus  | Gilles Magnus  |
| 8     | R16   | Sochi Autodrom              | 28 november | Yvan Muller       | Robert Huff       | Robert Huff       | Zengő Motorsport                          | Luca Engstler  | Tom Coronel    |

Afgelaste races naar aanleiding van de coronapandemie
| Circuit                             | Datum          |
| ----------------------------------- | -------------- |
| Slovakiaring                        | 22-23 mei      |
| Circuito Internacional de Vila Real | 26-27 juni     |
| Inje Speedium                       | 16-17 oktober  |
| Ningbo International Circuit        | 6-7 november   |
| Circuito da Guia                    | 20-21 november |

## Kampioenschap

### Puntensysteem
Hoofdklasse en Junior-klasse
| Positie                | 1e | 2e | 3e | 4e | 5e | 6e | 7e | 8e | 9e | 10e | 11e | 12e | 13e | 14e | 15e |
| Race                   | 25 | 20 | 16 | 13 | 11 | 10 | 9  | 8  | 7  | 6   | 5   | 4   | 3   | 2   | 1   |
| Kwalificatie (Q2 + Q3) | 5  | 4  | 3  | 2  | 1  |    |    |    |    |     |     |     |     |     |     |

Trophy-klasse
| Positie               | 1e | 2e | 3e | 4e | 5e | SR |
| Race                  | 10 | 8  | 5  | 3  | 1  | 1  |
| Kwalificatie (race 2) | 1  |    |    |    |    |    |

- Coureurs die op de eerste vijf plaatsen in de kwalificatie eindigden worden aangeduid met 1 tot en met 5.

† Coureur uitgevallen, maar wel geklasseerd omdat er meer dan 75% van de raceafstand werd afgelegd.

### Coureurs
| Pos                                                             | Coureur           | DUI | DUI | POR  | POR | SPA | SPA  | HON  | HON | TSJ  | TSJ | FRA | FRA | ITA  | ITA | RUS  | RUS  | Pts |
| --------------------------------------------------------------- | ----------------- | --- | --- | ---- | --- | --- | ---- | ---- | --- | ---- | --- | --- | --- | ---- | --- | ---- | ---- | --- |
| 1                                                               | Yann Ehrlacher    | 8   | 10  | 1    | 6   | 51  | 7    | 3    | 4   | 3    | 43  | 81  | 5   | 10 1 | 1   | 6    | 65   | 222 |
| 2                                                               | Frédéric Vervisch | 15  | DNF | 13   | 11  | 84  | 1    | 4    | 2   | 13   | 8   | 1   | 4   | 6    | 2   | 3    | 2    | 201 |
| 3                                                               | Jean Karl Vernay  | 10  | 12  | DNF  | 24  | 9   | 45   | 14   | 13  | 65   | 145 | 63  | 12  | 14   | 19  | 2    | 5    | 177 |
| 4                                                               | Yvan Muller       | 2   | 7   | 2    | 9   | 11  | 10   | 15   | 6   | 4    | 6   | DNF | 21  | 5    | 45  | 81   | DNF1 | 169 |
| 5                                                               | Santiago Urrutia  | 3   | 5   | 3    | 5   | 12  | DNF  | 73   | 12  | 11   | DNF | 15  | 34  | 12   | 13  | 93   | DNF  | 167 |
| 6                                                               | Esteban Guerrieri | 4   | 123 | 51   | 81  | 15  | 11   | 8    | 8   | 21   | 34  | 45  | 7   | 3    | 6   | DNF  | DNS  | 164 |
| 7                                                               | Mikel Azcona      | 16  | DNF | 10   | DNF | 2   | 12   | 21   | 3   | 72   | 21  | 13  | 14  | 11   | 11  | 12   | DNF2 | 158 |
| 8                                                               | Norbert Michelisz | 5   | DNF | DNF5 | 3   | 75  | DNF4 | 6    | 143 | 15   | 12  | 72  | 63  | 45   | 7   | 12   | 8    | 146 |
| 9                                                               | Thed Björk        | 13  | DNF | 6    | 7   | 10  | 2    | 5    | 75  | 5    | 15  | 2   | 9   | 124  | 83  | 10   | 11   | 141 |
| 10                                                              | Gilles Magnus     | 14  | 9   | 8    | 14  | 6   | 3    | 12   | 9   | NC   | 9   | 14  | 17  | 73   | 34  | 4    | DNF  | 136 |
| 11                                                              | Néstor Girolami   | 9   | 31  | DNF3 | 133 | 18  | 13   | 95   | 54  | 14   | 16  | 5   | DNF | 8    | DNF | 11   | 73   | 131 |
| 12                                                              | Gabriele Tarquini | 6   | DNF | DNF  | 4   | 1   | 6    | 12   | DNF | 10   | DNF | 34  | 8   | 9    | 5   | 14   | DNF  | 114 |
| 13                                                              | Nathanaël Berthon | 11  | 6   | 11   | 12  | 43  | 5    | DNF  | 12  | DNF3 | 5   | 11  | 10  | 21   | 14  | 5    | 34   | 112 |
| 14                                                              | Attila Tassi      | 12  | 4   | 72   | 15  | 17  | 15   | 13   | 10  | DNF  | DNF | 12  | 16  | 16   | 12  | 7    | 4    | 96  |
| 15                                                              | Luca Engstler     | 17  | 24  | 12   | DNF | 13  | 8    | 11   | 15  | 12   | 7   | 9   | 11  | 15   | 10  | 13   | 10   | 86  |
| 16                                                              | Tom Coronel       | 7   | 11  | 17   | DNF | 32  | DNF  | 21   | 16  | 9    | 10  | 10  | 13  | 2    | DNF | 16   | 9    | 83  |
| 17                                                              | Tiago Monteiro    | 1   | 8   | 4    | 182 | 20  | 14   | 10   | 11  | 16   | 12  | DNF | 12  | 17   | 15  | DNS  | DNS  | 75  |
| 18                                                              | Robert Huff       | DNF | DNF | 9    | 10  | DNF | 9    | DNF4 | 181 | 8    | DNF | DNF | 15  | 13   | 9   | DNF4 | 1    | 73  |
| 19                                                              | Jordi Gené        | 18  | DNF | 14   | 15  | 14  | DNF  | 16   | 17  | DNS  | DNS | DNF | 18  | 20   | 17  | 15   | 12   | 10  |
| 20                                                              | Bence Boldizs     | 19  | 13  | 18   | 19  | DSQ | 16   | 17   | 19  | 14   | 13  | 16  | 19  | 18   | 16  | 17   | DNF  | 9   |
| 21                                                              | Jessica Bäckman   | 21  | 14  | 16   | 16  | 19  | 17   | 20   | 21  |      |     |     |     |      |     |      |      | 2   |
| 22                                                              | Andreas Bäckman   | 20  | DNF | 15   | 17  | 16  | DNF  | 19   | DNF |      |     |     |     |      |     |      |      | 1   |
| 23                                                              | Nicola Baldan     |     |     |      |     |     |      | 18   | 20  |      |     |     |     | 19   | 18  |      |      | 0   |
| Coureurs die niet in aanmerking komen voor kampioenschapspunten |                   |     |     |      |     |     |      |      |     |      |     |     |     |      |     |      |      |     |
| -                                                               | Petr Fulín        |     |     |      |     |     |      |      |     | DNF  | 11  |     |     |      |     |      |      | 0   |
| -                                                               | Kirill Ladygin    |     |     |      |     |     |      |      |     |      |     |     |     |      |     | 18   | 13   | 0   |
| -                                                               | Mikhail Mityaev   |     |     |      |     |     |      |      |     |      |     |     |     |      |     | 19   | 14   | 0   |
| Pos                                                             | Coureur           | DUI | DUI | POR  | POR | SPA | SPA  | HON  | HON | TSJ  | TSJ | FRA | FRA | ITA  | ITA | RUS  | RUS  | Pts |

### Junior-klasse
| Pos | Coureur         | DUI | DUI | POR | POR | SPA  | SPA | HON | HON | TSJ | TSJ | FRA | FRA | ITA | ITA | RUS | RUS  | Pts |
| --- | --------------- | --- | --- | --- | --- | ---- | --- | --- | --- | --- | --- | --- | --- | --- | --- | --- | ---- | --- |
| 1   | Luca Engstler   | 17  | 21  | 121 | DNF | 131  | 8   | 112 | 15  | 121 | 7   | 91  | 11  | 152 | 10  | 13  | 102  | 372 |
| 2   | Gilles Magnus   | 14  | 92  | 82  | 14  | 62   | 31  | 1   | 9   | NC3 | 9   | 14  | 17  | 71  | 31  | 4   | DNF1 | 371 |
| 3   | Bence Boldizs   | 19  | 134 | 184 | 19  | DSQ3 | 16  | 174 | 19  | 142 | 13  | 162 | 19  | 183 | 16  | 17  | DNF3 | 231 |
| 4   | Jessica Bäckman | 21  | 143 | 163 | 16  | 194  | 17  | 203 | 21  |     |     |     |     |     |     |     |      | 131 |
| Pos | Coureur         | DUI | DUI | POR | POR | SPA  | SPA | HON | HON | TSJ | TSJ | FRA | FRA | ITA | ITA | RUS | RUS  | Pts |

### Trophy-klasse
| Pos | Coureur         | DUI | DUI | POR | POR | SPA | SPA | HON | HON | TSJ | TSJ | FRA | FRA | ITA | ITA | RUS | RUS  | Pts |
| --- | --------------- | --- | --- | --- | --- | --- | --- | --- | --- | --- | --- | --- | --- | --- | --- | --- | ---- | --- |
| 1   | Gilles Magnus   | 14  | 9   | 81  | 14  | 6   | 31  | 1   | 91  | NC  | 9   | 14  | 17  | 7   | 31  | 4   | DNF1 | 131 |
| 2   | Tom Coronel     | 7   | 111 | 17  | DNF | 3   | DNF | 21  | 16  | 9   | 101 | 10  | 131 | 2   | DNF | 16  | 9    | 114 |
| 3   | Bence Boldizs   | 19  | 13  | 18  | 19  | DSQ | 16  | 17  | 19  | 14  | 13  | 16  | 19  | 18  | 16  | 17  | DNF  | 77  |
| 4   | Jessica Bäckman | 21  | 14  | 16  | 16  | 19  | 17  | 20  | 21  |     |     |     |     |     |     |     |      | 32  |
| 5   | Andreas Bäckman | 20  | DNF | 15  | 17  | 16  | DNF | 19  | DNF |     |     |     |     |     |     |     |      | 27  |
| 6   | Nicola Baldan   |     |     |     |     |     |     |     |     |     |     |     |     | 19  | 18  |     |      | 8   |
| Pos | Coureur         | DUI | DUI | POR | POR | SPA | SPA | HON | HON | TSJ | TSJ | FRA | FRA | ITA | ITA | RUS | RUS  | Pts |

Championship: 1987
Cup / Challenge: 1993 · 1994 · 1995
Championship: 2005 · 2006 · 2007 · 2008 · 2009 · 2010 · 2011 · 2012 · 2013 · 2014 · 2015 · 2016 · 2017
Cup: 2018 · 2019 · 2020 · 2021 · 2022
Lijst van coureurs